# Ай (фараон)
Ай или Аи е египетски фараон от XVIII династия на Древен Египет.
Той управлява заедно с Тутанкамон, когато последният е малолетен и след смъртта му. Аи е предшественик на Хоремхеб, но не е негов баща.
Възможен баща е на Нефертити.